# Rein Pill
Rein Pill (nascido a 13 de janeiro de 1961, em Tallinn) é um equestre da Estónia.
Desde 1979 ele é membro da selecção da Estónia e, de 1986 a 1991, foi da selecção soviética. Em 1997, 2010, 2017 e 2018 ele competiu na Final da Taça do Mundo da FEI. De 1980 a 2018, ele sagrou-se 40 vezes campeão da Estónia em diferentes modalidades do desporto equestre. Em 2002 ele ganhou o Tallinn International Horse Show.
Desde 2017 ele é membro do conselho da Federação Equestre da Estónia.